# Oncholaimus aquaedulcis
Oncholaimus aquaedulcis är en rundmaskart som beskrevs av W. Schneider 1937. Oncholaimus aquaedulcis ingår i släktet Oncholaimus och familjen Oncholaimidae. Inga underarter finns listade i Catalogue of Life.